# 베타 글로불린

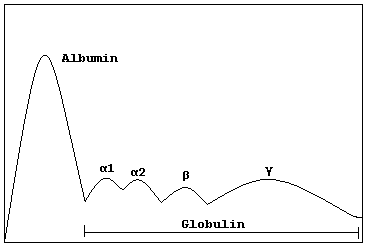
단백질 전기 영동의 개략도

베타 글로불린(β-globulins)은 감마 글로불린보다 알칼리 또는 전기적으로 하전 된 용액에서 더 유동적이지만, 알파 글로불린 보다는 덜 유동적인 혈장의 구형 단백질 그룹이다.
베타 글로불린의 종류에는 다음과 같다. 
- 베타-2 마이크로글로불린
- 플라스미노겐
- 안지오스타틴
- 프로퍼딘
- 성 호르몬 결합 글로불린
- 트랜스페린